# Garypus japonicus
Garypus japonicus is een bastaardschorpioenensoort uit de familie van de Garypidae. De wetenschappelijke naam van de soort is voor het eerst geldig gepubliceerd in 1952 door Beier.